# Адобо (филиппинская кухня)
Адо́бо — филиппинский кулинарный термин; способ приготовления свинины (иногда вместе с курицей) — тушение с уксусом, соевым соусом и приправами. Подаётся с рисом; при этом в тарелку может быть налита подливка, в которой мясо готовилось, либо же оно зажаривается до хрустящей корочки и подаётся сухим. Считается неотъемлемой частью филиппинской кухни.
Слово «адобо» заимствовано из испанского языка (исп. adobo), в котором означает маринад из масла, уксуса и приправ. Первым из колонизировавших Филиппины испанцев об адобо написал Педро де Сан-Буэнавентура; он назвал его «адобо де лос натуралес» (исп. adobo de los naturales) — оно напоминало ему испанское блюдо с похожими ингредиентами; однако адобо существовало и до испанцев: жарка с уксусом — местный способ сохранить мясо свежим в тропическом климате.
Существует множество разновидностей адобо, которые готовят из кальмаров, рыбы, морепродуктов, насекомых (сверчков) и овощей. Самые популярные перечислены ниже.
- Адобо из свинины и курицы.
- Адобо из свинины, курицы или говядины с отваром аннатто[англ.] вместо соевого соуса; изобретено в Батангасе.
- «Адобо са гата» — южнолусонская разновидность с кокосовым молоком и зелёным чили.
- «Адобонг пути» (белое адобо) — разновидность без соевого соуса и лаврового листа.
- «Адобонг пусо нг сагинг» — овощное адобо из цветков банана в уксусе с креветочной пастой. Происходит из Кавите.
- «Адобонг малутонг» (хрустящее адобо) — повторно приготовленные остатки адобо, их жарят в горячем масле до хрустящей корочки.
- «Адобонг пусит» (адобо из кальмара) — кальмар, жаренный в уксусно-соевом соусе с добавлением чернил.
- «Апан-апан адобабо» — хилигайнонское вегетарианское адобо с водяным шпинатом.

Адобо готовят в небольших керамических горшочках либо в современной посуде — сотейниках и воке.